# 로봇 시리즈
로봇 시리즈는 아이작 아시모프의 대표작 중 하나이다.

## 작품 목록

### 단편집
- 《나는 로봇이야(I, Robot)》 (1950) (이전 번역본으로는 로봇 머신 X) - 영화 아이, 로봇의 원작.
- The Rest of the Robots (1964)
- The Complete Robot (1982)
- Robot Dreams (1987)
- Robot Visions (1990)

### 중편소설
- 양자인간(The Positronic Man) (1992) - 200년을 산 사나이로도 알려짐. 영화 바이센테니얼맨의 원작.

### 로봇 시리즈
작품들이 모두 같은 세계관을 공유하고 있으며, 궁극적으로 파운데이션 시리즈와도 연결된다.
- 강철 동굴(The Caves of Steel) (1954)
- 벌거벗은 태양(The Naked Sun) (1957)
- 여명의 로봇(The Robots of Dawn) (1983)
- 로봇과 제국(Robots and Empire) (1985)

## 주요 등장인물
- 수잔 캘빈